# Récessus sphéno-ethmoïdal
Le récessus sphéno-ethmoïdal est une gouttière étroite située dans la cavité nasale osseuse.

## Structure
Le récessus sphéno-ethmoïdal est situé entre le cornet nasal supérieur et la face antérieure du corps du sphénoïde.
Sa partie inférieure correspond à la partie postérieure du méat nasal supérieur. A cet endroit s'ouvre le foramen sphénopalatin.

### Variation
Lorsqu'il est présent, le cornet nasal suprême est située sur la paroi latérale du récessus sphéno-ethmoïdal.